# Corchorus pinnatipartitus
Corchorus pinnatipartitus är en malvaväxtart som beskrevs av Hiram Wild. Corchorus pinnatipartitus ingår i släktet Corchorus och familjen malvaväxter. Inga underarter finns listade i Catalogue of Life.